# Альберт Аппоньї
Альберт Аппоньї (угор. Apponyi Albert; 29 травня 1846, Відень — 7 лютого 1933, Женева) — граф, угорський політик, міністр освіти у 1906—1910, 1915—1918 роках. Ініціатор закону 1907 року, що дав засіб угорському урядові ліквідувати школи національних меншостей, у тому числі й українські.

## Біографія
Походив з вельможного угорського роду. Член угорського парламенту з невеличкими перервами від 1872 до 1918 року
За законом Аппоньї, на бажання батьків 20 дітей або 20 % учнів у школах із неугорською мовою викладання запроваджувалося обов'язкове навчання угорською мовою. Внаслідок закону Аппоньї на Закарпатті були закриті всі чисто українські школи і замість 571 української школи в 1874 році лишилося в 1907 році 107 мішаних угорсько-українських шкіл, а в 1915 — тільки 18 мішаних.
Очолив 1920 року угорську делегацію на Паризьку мирну конференцію. Брав участь у підписанні Тріанонського договору 4 липня 1920 року.
Протягом 1911—1932 років п'ять разів висувався Угорським університетом і різними організаціями на здобуття Нобелівської премії миру, але лауреатом не став.
Автор багатьох статей, написав автобіографію.